# بریو (لامرد)
بریو روستایی است در دهستان اشکنان, بخش اشکنان, شهرستان لامرد, استان فارس, ایران. جمعیت این دهستان در سرشماری نفوس مسکن در سال ۱۳۸۵ بالغ بر ۳۳۶ نفر در ۶۵ خانوار بوده است.